# Historia de África

Las lenguas de África revelan las principales migraciones y expansiones de pueblos durante el neolítico reciente. En África continental existen cuatro grupos lingüísticos principales: (1) las lenguas Níger-Congo se expandieron desde regiones cercanas a la costa del golfo de Guinea en África Occidental hacia la parte oriental y sur del continente. (2) La expansión de pueblos Níger-Congo debió desplazar a los antecesores de los pigmeos y a pueblos posiblemente relacionado con los actuales hablantes de lenguas joisanas (naranja, actualmente sólo restos en África Meridional). (3) Las lenguas afroasiáticas parecen haberse originado en África Oriental desde donde se habrían expandido hacia el norte de África y África occidental septentrional e incluso hacia Próximo Oriente y la península arábiga. (4) Los pueblos Nilo-saharianas parecen formar parte de poblaciones que oscilaron entre el actual Sáhara cuando las condiciones eran más favorables y el actual Sahel y algo más al sur hacia donde debieron migrar al desecarse el Sáhara.

La historia de África se refiere al conjunto de sucesos relativos al poblamiento humano del continente africano, desde los orígenes de los seres humanos hasta la actualidad.
La prehistoria de África comienza con el surgimiento de los primeros homínidos hace unos cinco millones de años, por lo que el período prehistórico en África incluye hechos mucho más antiguos que la historia de los otros continentes poblados por seres humanos mucho más tardíamente.
El período propiamente histórico de la Edad Antigua en África incluye la aparición de la civilización egipcia, el posterior desarrollo de las sociedades fuera del valle del Nilo y la interacción entre ellas y las civilizaciones fuera de África. A fines del siglo VII el norte y este de África fueron fuertemente influenciados por la expansión del islam, propiciando la aparición de nuevas culturas, tales como los pueblos suajili. Esto también incrementó el tráfico de esclavos (previamente existente) y que culminaría formalmente en el siglo XIX. La historia africana precolonial se enfoca en la época que transcurre entre comienzos del siglo XVI, caracterizada por el traslado de grandes cantidades de pobladores africanos en calidad de esclavos al Nuevo Mundo, hasta el inicio de la disputa europea por África. El periodo colonial africano transcurrió desde finales de los años 1800 hasta el advenimiento de los movimientos independentistas en 1951 cuando Libia se convirtió en la primera colonia africana en ganar su independencia. La historia africana moderna ha estado plagada de revoluciones y guerras, contando también, no obstante, con el crecimiento de las economías de algunas naciones africanas a lo largo del continente.
La historia africana ha sido un reto para los investigadores dada la escasez de fuentes escritas en grandes partes del África subsahariana, y también debido a las opiniones contrastantes sobre lo que es y no es africano. Algunas técnicas de estudio como el registro de la historia oral, la arqueología, la paleontología lingüística y la genética —para rastrear el movimiento de los pueblos— han sido cruciales a la hora de escribir la historia de varias regiones africanas que en el pasado había sido un misterio.

## Prehistoria
Según se dice en las últimas exploraciones paleontológicas y arqueológicas, los homínidos ya existían en África hace por lo menos 5 millones de años. La anatomía de su cráneo era similar a la de sus parientes cercanos, los grandes simios africanos, pero habían adoptado una forma bípeda de locomoción, la cual les otorgaba una ventaja crucial, pues les permitía vivir tanto en áreas boscosas como en la sabana en una era en la que África se estaba volviendo árida, con las sabanas superponiéndose a los bosques y selvas. 
Hace unos 3 millones de años varias especies de homínidos del género Australopithecus habían surgido a lo largo del sur, este y centro de África. El siguiente gran paso evolutivo ocurrió hace aproximadamente 2 millones de años con la llegada del Homo habilis, la cual se cree que fue la primera especie de homínido capaz de fabricar herramientas. Esto le permitió a H. habilis comenzar a comer carne. En la cacería, H. habilis no era capaz de competir con grandes depredadores, y seguía siendo más presa que cazador, aunque probablemente podía robar huevos de nidos y pudo haber sido capaz de capturar pequeños animales.
Hace 1,8 millones de años, Homo erectus apareció por primera vez en África, aunque de igual forma lo hizo casi simultáneamente en el Cáucaso (Europa Oriental). Algunos de los primeros representantes de esta especie seguían teniendo cerebros bastante pequeños y usaban primitivas herramientas de roca, de forma muy similar a H. habilis. Su cerebro más adelante creció y H. erectus terminó desarrollando una tecnología de herramientas más compleja, de tipo achelense. Posiblemente fueron los primeros grandes cazadores. Además, Homo erectus dominó el arte de producir fuego, y fue el primer homínido en salir de África, expandiéndose por todo el Viejo Mundo. También se ha sugerido que Homo georgicus, un descendiente de Homo habilis, pudo ser el primero homínido y el más primitivo en vivir fuera de África. No obstante, muchos científicos consideran al Homo georgicus como un miembro anterior y más primitivo de la especie Homo erectus.
El registro de fósiles muestra que Homo sapiens pudo haber vivido en el sur y este de África hace al menos 100 000 y posiblemente 150 000 años. Hace unos 40 000 años comenzó la colonización de nuestro planeta por los seres humanos modernos con su expansión hacia fuera de África. Su migración es indicada por evidencias lingüísticas, culturales y genéticas.
Al final de la Edad de Hielo (alrededor del 10 500 a. C.), el Sahara se había convertido de nuevo en un fértil valle, y su población africana regresó del interior del continente y de las montañas costeras en el África subsahariana. Sin embargo, el clima cada vez más seco y cálido hizo que para el año 5000 a. C. la región del Sahara se fuera volviendo cada vez más árida. La población se desplazó fuera de la zona dirigiéndose hacia el valle del Nilo, donde crearon asentamientos permanentes o semipermanentes. Una recesión climática mayor ocurrió, disminuyendo las fuertes y persistentes lluvias en África central y oriental; desde entonces las condiciones secas han prevalecido en el este de África.

## Culturas prehistóricas

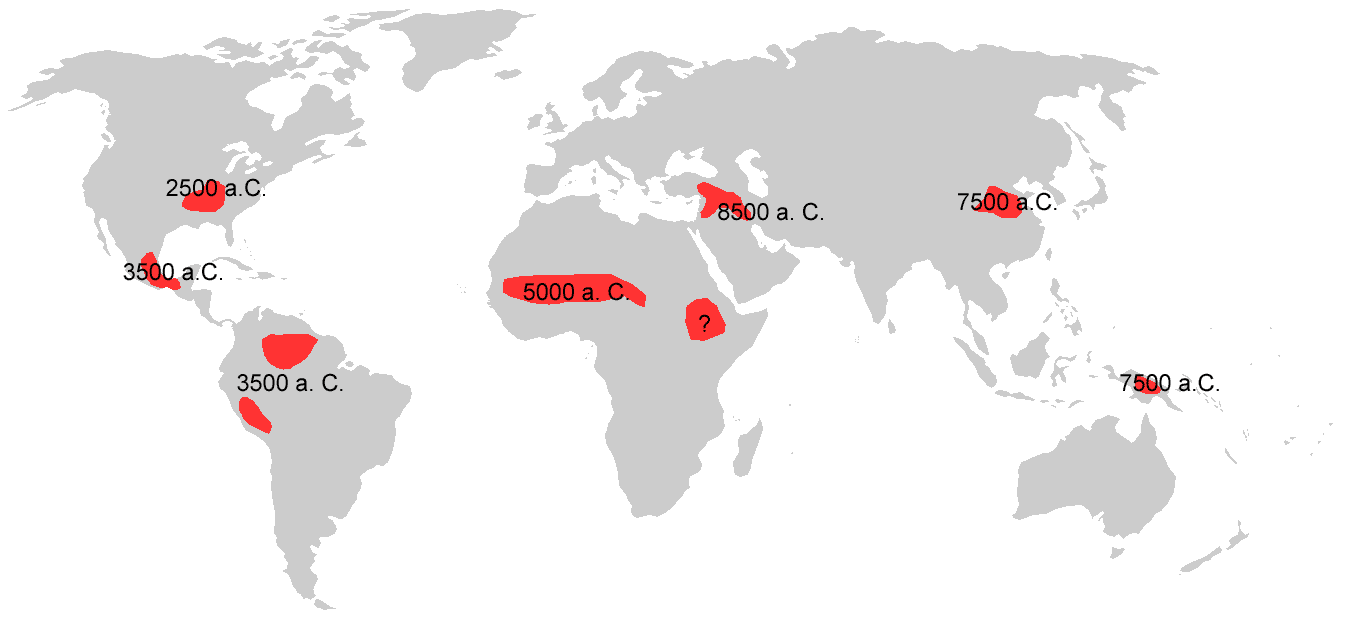
Las dos áreas de inicio de la agricultura en África parecen corresponderse bien, con el origen de las dos principales familias lingüísticas del continente, las lenguas Níger-Congo en la parte occidental y las lenguas afroasiáticas en la parte oriental.

El fenómeno internacional conocido como la cultura del vaso campaniforme comenzó a afectar a África noroccidental. Llamada así por las vasijas de cerámica de forma característica encontradas en tumbas, la cultura del vaso campaniforme está asociada con el surgimiento de una mentalidad guerrera. El arte rupestre de este periodo en el norte de África representa animales pero también pone un nuevo énfasis en la figura humana, equipada con armas y adornos. La gente procedente de la región de los Grandes Lagos de África se asentó a lo largo de la costa oriental del mar Mediterráneo para convertirse en los proto-canaanitas, quienes dominaron las tierras bajas entre el río Jordán, el Mediterráneo y el Desierto de Sinaí.

### Norte
Grabados en roca del Neolítico, conocidos como petroglifos, y los megalitos en el desierto del Sahara en Libia dan fe de la prematura cultura cazadora-recolectora establecida en las secas praderas de África del Norte durante la Glaciación. La región donde actualmente se encuentra el Sahara fue originalmente un buen sitio para la agricultura (cerca del año 4000 a. C.). No obstante, después de la desertificación del Sahara, el establecimiento en el norte de África se concentró en el valle del Nilo, donde los nomos de Egipto sentaron las bases para la cultura del Antiguo Egipto. Hallazgos arqueológicos muestran que las tribus primitivas vivieron a lo largo del Nilo mucho antes de que la historia dinástica de los faraones comenzara. Para el año 6000 a. C. había aparecido la agricultura organizada.
Las evidencias más antiguas de historia escrita en África provienen del Antiguo Egipto, y el calendario egipcio sigue siendo usado como el patrón para datar a las culturas de la Edad del Bronce y la Edad de Hierro en la región.
Alrededor del año 3100 a. C. Egipto fue unificado bajo el primer faraón conocido, Narmer, quien inauguró la primera de las 31 dinastías en las que se divide la historia del Antiguo Egipto, las cuales se agrupan en tres fases: Imperio Antiguo, Imperio Medio e Imperio Nuevo. Las Pirámides de Guiza (cerca de El Cairo), construidas durante la cuarta dinastía, dan fe del poder de la religión y el gobierno faraónicos. La Gran Pirámide, que es la tumba del faraón Keops (también conocido como Jufu), es la única de las Siete Maravillas del Mundo que aún se mantiene en pie. El Antiguo Egipto alcanzó su máximo poder, riqueza y extensión territorial en el periodo del Nuevo Imperio (1567-1085 a. C.).
La importancia del Antiguo Egipto en el desarrollo del resto de África se ha debatido. Los antiguos académicos de occidente generalmente veían a Egipto como una civilización mediterránea con poco impacto sobre el resto de África. Los estudios recientes, no obstante, han comenzado a desacreditar esta noción. Algunos han argumentado que varios egipcios antiguos, como los badarienses, probablemente migraron hacia el norte desde Nubia, mientras que otros hablan de un movimiento de pueblos de gran envergadura a lo largo y ancho del Sahara antes del comienzo de la desertificación. Sea cual sea el origen de cualquier pueblo o civilización, parece razonablemente seguro que las comunidades predinásticas del valle del Nilo eran esencialmente indígenas en su cultura, recibiendo poca influencia por parte de fuentes externas del continente durante varios siglos precediendo directamente al comienzo de los tiempos históricos.
Justo antes de la desertificación del Sahara, las comunidades que se desarrollaron al sur de Egipto, en lo que hoy en día es Sudán, fueron plenos partícipes en la Revolución Neolítica y tuvieron un estilo de vida sedentario, pudiendo domesticar plantas y animales. Algunos megalitos encontrados en Nabta Playa son ejemplos de lo que probablemente fueron los primeros instrumentos arqueoastronómicos del mundo, unos 1000 años más antiguos que Stonehenge. Esta complejidad, como fue observada en Playa Natba y expresada por diferentes niveles de autoridad dentro de la sociedad del lugar, posiblemente sentó las bases para la estructura tanto de la sociedad neolítica en Nabta Playa como del Imperio Antiguo de Egipto. Los pobladores pertenecientes al llamado "Grupo A", quienes habitaron el actual norte de Sudán y fueron contemporáneos del Naqada predinástico en el Alto Egipto, fueron responsables de lo que puede haber sido uno de los reinos más antiguos conocidos en el valle del Nilo, al que los egipcios llaman Ta-seti (Tierra del Arco). Su desaparición con el surgimiento del Egipto dinástico más tarde permitió el surgimiento de reinos como Kush, Kerma y Meroe, los cuales en conjunto comprendían lo que en ocasiones es llamado Nubia. El último de ellos vería su devastador golpe final dado por el líder de un reino creciente en Etiopía, Ezana de Aksum, llevando efectivamente a su fin a las civilizaciones nubianas clásicas.
Separadas por el "mar de arena" —el Sahara—, el África septentrional y el África subsahariana han estado conectadas por las fluctuantes rutas comerciales transaharianas. Las historias fenicia, griega y romana en el norte de África pueden ser seguidas a través de textos acerca del Imperio romano y de sus provincias en el Magreb, tales como Mauritania, África, Tripolitania, Cirenaica, Egipto, etc.
Las regiones alrededor del Mediterráneo fueron colonizadas y pobladas por los fenicios antes del año 1000 a. C. Cartago, fundada cerca del año 814 a. C., creció rápidamente hasta convertirse en una ciudad sin rivales en el Mediterráneo. Los fenicios sometieron a las tribus bereberes, las cuales constituían la mayor parte de la población local, convirtiéndose en los dominadores de toda la región habitable en África del Norte, y hallando en el comercio una fuente de inmensa prosperidad.
Para el primer milenio a. C., el trabajo del hierro había sido introducido en el norte de África y rápidamente se comenzó a expandir a través del Sahara hacia las regiones septentrionales del África subsahariana, y para el año 500 a. C., la metalurgia empezó a volverse común en África occidental, posiblemente después de ser introducida por los cartagineses. El trabajo del hierro fue establecido plenamente alrededor de 500 a. C. en áreas de África oriental y occidental, a pesar de que en otras regiones no se comenzó a realizar esta actividad hasta los primeros siglos de nuestra era. Algunos objetos de cobre originarios de Egipto, el norte de África, Nubia y Etiopía se han hallado en el oeste de África, datando de alrededor del año 500 a. C., sugiriendo que las redes comerciales ya habían sido establecidas en aquella época.
Los griegos fundaron la ciudad de Cirene en la Antigua Libia alrededor del año 631 a. C. Cirenaica se convirtió en una floreciente colonia, aunque al estar completamente rodeada por desiertos tuvo poca o nula influencia sobre el interior de África. Los griegos, no obstante, ejercían una fuerte influencia sobre Egipto. La ciudad de Alejandría fue fundada por Alejandro Magno en 332 a. C., y bajo el mando de la dinastía helenística de los ptolemaicos se hicieron intentos por penetrar hacia el sur, y de esta forma se obtuvo cierto conocimiento de Etiopía.
Entre los años 500 a. C. y 500 d. C. aproximadamente, la civilización de los garamantes (posiblemente los ancestros de los tuareg) existió en lo que hoy en día es el desierto libio.
Las tres potencias —Cirenaica, Egipto y Cartago— terminarían siendo desplazadas por los romanos. Después de siglos de rivalidad con Roma, Cartago finalmente caería en 146 a. C. Dentro de poco más de un siglo Egipto y Cirene se incorporaron al Imperio romano. Bajo el dominio de Roma, las porciones pobladas de la región fueron muy prósperas. A pesar de que Fezzan fue ocupado por ellos, los romanos hallaron en el resto del Sahara una barrera impenetrable. Nubia y Etiopía fueron alcanzadas, pero una expedición enviada por Nerón para descubrir el nacimiento del Nilo fracasó. La mayor extensión de conocimiento geográfico mediterráneo del continente africano se muestra en los escritos de Ptolomeo (siglo II), quien conocía o intuía la existencia de las grandes reservas acuíferas del Nilo, de puestos comerciales a lo largo de las costas del océano Índico en lugares tan al sur como Rhapta —en la actual Tanzania—, y había oído hablar del río Níger.
La interacción entre Asia, Europa y África del Norte durante este periodo fue significativa. Algunos efectos importantes incluyen la difusión de la cultura clásica alrededor de las costas del Mediterráneo; la continua lucha entre Roma y las tribus bereberes; la introducción del cristianismo en toda la región, y los efectos culturales de las iglesias en Túnez, Egipto y Etiopía. La era clásica llegó a su fin con la invasión y conquista de las provincias romanas en África por parte de los vándalos en el siglo V. El poder en la región regresaría al siglo siguiente al Imperio bizantino.
Los árabes musulmanes conquistaron el norte de África desde el mar Rojo hasta el océano Atlántico y continuaron hacia España, comenzando con la invasión de Egipto en el siglo VII. A lo largo del norte de África el cristianismo prácticamente desapareció, excepto en Egipto donde la Iglesia Copta permaneció sólida, en parte debido a la influencia de Etiopía. Algunos argumentan que cuando los árabes hubieron convertido Egipto intentaron acabar con los coptos, pero Etiopía —donde también se practicaba esta religión— le advirtió a los musulmanes de que si intentaban acabar con los coptos, reducirían el flujo del agua del Nilo que corría hacia Egipto. Esto se debía a que el Lago Tana era la fuente del Nilo Azul, mismo que fluye hacia la corriente principal del Nilo. Algunos creen que esta es una de las razones por las que las minorías coptas aún existen hoy en día.

### Este
Alrededor del año 3000 a. C. la agricultura surgió independientemente en Etiopía, con cultivos como el café, teff, mijo dedo, sorgo, cebada y ensete. Los burros también fueron domesticados independientemente en la región de Etiopía y Somalia, pero la mayoría de los animales domesticados llegaron ahí desde las regiones del Sahel y el Nilo. Algunos cultivos también fueron adoptados de otras regiones en esta época, entre ellos se pueden mencionar el mijo perla, caupí, algodón, sandía y porongo, mismos que comenzaron a ser cultivados tanto en África occidental como en la región de Sahel mientras que el mijo dedo, guisante, lenteja y lino se asentaron en Etiopía.
Etiopía tenía una cultura antigua diferente con una historia intermitente de contacto con Eurasia después de la diáspora de homínidos hacia el exterior de África. Conservaba un lenguaje, cultura y sistema de cultivo únicos. El sistema de cultivo estaba adaptado a las zonas montañosas del norte y no se aplicaba a ningún cultivo de otras regiones. El miembro más famoso de este sistema de cultivo era el café, pero una de las plantas más útiles era el sorgo, un cereal de tierras áridas; el teff era endémico de la región.
Etiopía tuvo un gobierno centralizado por muchos milenios y el Reino de Aksum, el cual se desarrolló allí, había creado un poderoso imperio comerciante —con rutas comerciales que llegaban a lugares tan lejanos como la India—.
Históricamente, los suajili podían ser encontrados en lugares tan septentrionales como Mogadiscio en Somalia, y tan meridionales como el río Ruvuma en Mozambique. Aunque alguna vez se creyó que eran los descendientes de los colonos persas, los antiguos suajili ahora son reconocidos por la mayor parte de los historiadores, lingüistas históricos y arqueólogos como un pueblo bantú que tuvo importante interacción con mercantes musulmanes desde fines del siglo VII y comienzos del siglo VIII de nuestra era.

### Oeste
El inicio de la agricultura Sahel occidental se sitúa hacia el 5000 a. C. Aunque en el área tropical de África occidental la fecha del inicio de la agricultura se sitúa hacia el año 3000 a. C., donde se empezaron a cultivar de manera independiente palmas aceiteras. También se domestican ñames africanos aunque la ganadería se propaga allí desde el Sahel y la región del Nilo. También fueron adoptados cultivos de otras regiones en esta época, tales como el mijo perla, caupí, maní, algodón, sandía y porongo, comenzando a ser cultivados tanto en África occidental como en el Sahel.

### Centro
Alrededor del año 1000 a. C., los emigrantes bantúes habían llegado a la región de los Grandes Lagos de África oriental. A mediados de ese milenio, los bantúes también se habían asentado en regiones donde actualmente se encuentran países como Angola y la República Democrática del Congo. Uno de los principales eventos ocurridos en África central durante este periodo fue el establecimiento del Imperio Kanem-Bornu en lo que hoy en día es Chad. El Imperio Kanem florecería en los siglos posteriores poniendo las bases para el surgimiento de futuros grandes Estados en la región del Sahel.

### Sur
La historia del sur de África sigue siendo en gran parte un misterio, debido a su aislamiento de otras culturas del continente. En el año 500 a. C. aquel aislamiento llegó a su fin con el asentamiento de emigrantes bantúes en la actual Zambia. Al sureste, los khoisan, también conocidos como bosquimanos, iniciaron la domesticación del ganado y cambiaron su estilo de vida cazador-recolector que había sido el dominante en la región desde el inicio de los tiempos. Para el año 300 a. C., los bantúes habían llegado al actual territorio de Sudáfrica, sirviendo de base para la aparición de Estados centralizados.

## Protohistoria
Desde antes del I milenio a. C. se había iniciado en África central, una importante expansión bantú, probablemente asociada a la expansión de ciertos cultivos, que alteró profundamente la distribución genética y lingüística del África negra. Dándole una apariencia similar a la actual, donde existe un océano de pueblos que hablan lenguas nigero-congoleñas quedando poblaciones marginales que o bien hablan lenguas no emparentadas con el bantú (khoisano, sandawe, hadza) o tienen marcadores genéticos bastante diferentes de los bantúes comunes (por ejemplo, los pigmeos).
La expansión de los bantúes se prolongaría durante los primeros siglos de nuestra era hasta incluso después de la llegada de los exploradores europeos culminando en la formación del reino zulú en África Meridional

## Siglos VII a XVI

Civilizaciones africanas antes de la colonización europea.

En el siglo VII hubo una considerable inmigración árabe, resultando en una gran absorción de la cultura bereber. Incluso antes de esto los bereberes en general habían adoptado la lengua y religión de sus conquistadores. La influencia árabe y la religión islámica se adhirieron indeleblemente al norte de África. Juntas se propagaron hacia el sur, a través del Sahara. También se establecieron firmemente a lo largo de la costa oriental, donde los árabes, los persas y los indios establecieron florecientes colonias, tales como Mombasa, Malindi y Sofala, ejerciendo una influencia análoga a aquella desempeñado en siglos previos por los cartagineses en la costa norte. Hasta el siglo XIV, Europa y los árabes en África del Norte ignoraban la existencia de estas ciudades y Estados orientales.
Los primeros inmigrantes árabes habían reconocido la autoridad de los califas de Bagdad, y la dinastía Aglabí —fundada por Aglab, uno de los generales de Harún al-Rashid, a fines del siglo VIII— reinó como vasalla del califato. No obstante, a comienzos del siglo X la dinastía Fatimí se estableció en Egipto donde El Cairo había sido fundado en el año 968, y desde ahí dominó hasta regiones tan lejanas como la costa del Atlántico. Más tarde surgirían otras dinastías como la Almorávide y la Almohade. Finalmente los turcos, quienes habían conquistado Constantinopla en 1453 y habían tomado Egipto en 1517, establecieron las regencias de Argelia, Túnez y Trípoli (entre 1519 y 1551), permaneciendo Marruecos como un Estado bereber arabizado independiente bajo el dominio de la dinastía Sharifan, la cual surgió a fines del siglo XIII.
Bajo el dominio de las dinastías previas, la cultura árabe había alcanzado un alto grado de excelencia, mientras que el proselitismo de los seguidores del islam condujeron a una considerable extensión de esta religión en el continente. Esto se llevó a cabo más fácilmente por el uso del camello (introducido originalmente en África por los conquistadores persas de Egipto), el cual permitió que los árabes pudieran atravesar el desierto. De esta forma las regiones de Senegambia y el centro de Níger se convirtieron en zonas clave para el comercio transahariano y el intercambio de ideas.

### Expansión del islam

África Occidental hacia 1625.

El islam también se difundió a través del interior de África occidental, como la religión de los mansas del Imperio de Malí (1235-1400) y muchos gobernantes del Imperio Songhay (1460-1591). Después del legendario hajj de 1324 de Mansa Musa, Timbuctú se volvió célebre como centro de enseñanza islámica teniendo la primera universidad de África subsahariana. La ciudad había sido visitada en 1352 por el gran viajero árabe Ibn Battuta, cuya travesía a Mombasa y Quiloa (Kilwa) proporcionó los primeros conocimientos acertados de aquellas florecientes ciudades musulmanes de los suajili en las costas orientales africanas.
El avance árabe hacia el sur fue detenido por el ancho cinturón de densa selva, desplegándose casi a todo el ancho del continente aproximadamente al sur de la latitud 10° N, y mismo que bloqueó su avance tal como el Sahara lo había hecho con sus predecesores. La selva evitó que supieran de la existencia de la costa de Guinea y del resto de África que se encontraba más allá. Una de las últimas regiones en caer bajo el control de los árabes fue Nubia, la cual había sido dominada por cristianos hasta el siglo XIV.
Por un tiempo las conquistas musulmanes en el sur de Europa prácticamente convirtieron al Mediterráneo en un lago musulmán, pero la expulsión en el siglo XI de los sarracenos de Sicilia y el sur de Italia por parte de los normandos fue seguida por descendientes de los conquistadores de Túnez y Trípoli. Un poco después un fuerte comercio con las costas africanas, y especialmente con Egipto, se desarrolló con Venecia, Pisa, Génova y otras ciudades del norte de Italia. Para fines del siglo XV España había expulsado completamente a los musulmanes, pero aún en la época en la que los moros seguían en Granada, Portugal había sido lo suficientemente fuerte para llevar la guerra hacia África. En 1415 un ejército portugués capturó la ciudadela de Ceuta en la costa mora. De ahí en adelante Portugal interfirió repetidamente en los asuntos de Marruecos, mientras que España adquirió muchos puertos en Argelia y Túnez.
Portugal, no obstante, sufrió una aplastante derrota en 1578 en Alcazarquivir, siendo comandados los moros por Abu Marwan Abd al-Malik I Saadi de la entonces recién establecida Dinastía Saadi. Por ese entonces los españoles habían perdido casi todas sus posesiones africanas. Los Estados berberiscos, primariamente a partir del ejemplo de los moros expulsados de España, degeneraron en meras comunidades de piratas, y bajo la influencia turca la civilización y el comercio decayeron. La historia de estos Estados desde inicios del siglo XVI hasta la tercera década del siglo XIX se compone en gran parte de hazañas piratas por una parte y de inútiles represalias por la otra.

### Reinos del Sahel

Reinos del Sahel, en el.

El comercio de oro y otras materias primas, propició la formación de aristocracias en la región del Sahel, en que un soberano centralizaba el comercio con la costa norte de África. Entre estos imperios estuvieron el Imperio de Ghana, el Imperio de Malí, el Imperio Songhay, el Imperio Kanem-Bornu o el Imperio Wadai.

### Región de los Grandes Lagos
En la región de los grandes lagos a partir del siglo XV surgieron reinos bien organizados y centralizados como Bunyoro, Budanda, Ruanda y Burundi. El surgimiento de estos reinos debió mucho al inicio del uso del hierro en la región y a nuevos cultivos como la banana. Ambas innovaciones permitieron una mejora de los rendimientos agrícolas que conllevó un aumento importante de la densidad de población.

## Intervención e invasión europea

### Exploración europea
Durante el siglo XV Enrique el Navegante, hijo del Rey Juan I de Portugal, planeó adquirir territorio africano para Portugal. Bajo su inspiración y dirección algunos navegantes portugueses emprendieron una serie de viajes de exploración que resultaron en la circunnavegación de África y el establecimiento de la soberanía portuguesa sobre una gran cantidad de zonas costeras.

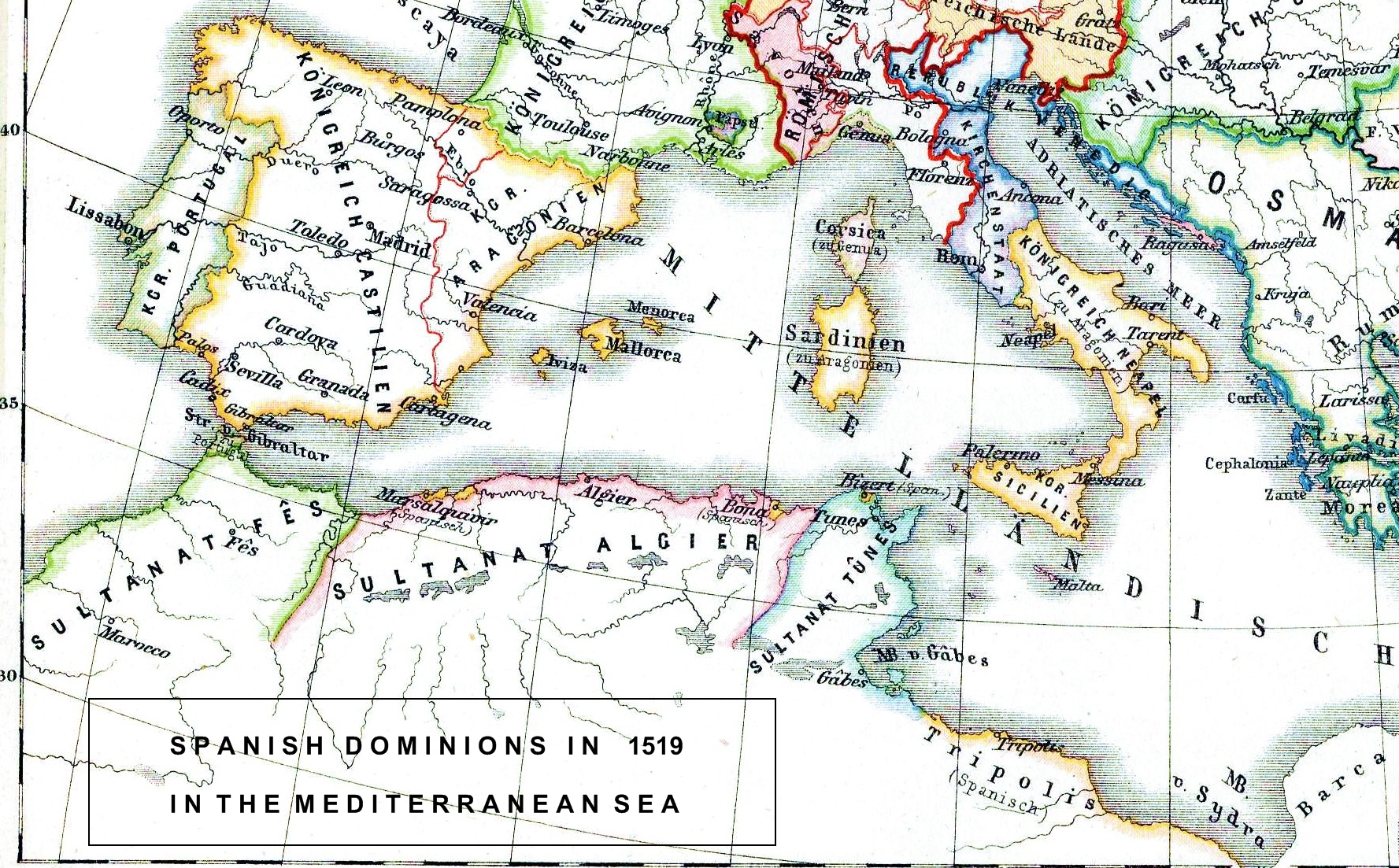
Dominios portugueses y españoles en el norte de África en 1519.

Las naves portuguesas rodearon al Cabo Bojador en 1434, Cabo Verde en 1445 y para 1480 la totalidad de la costa de Guinea era conocida por los portugueses. En 1482, Diogo Cão llegó a la desembocadura del Congo, el Cabo de Buena Esperanza fue rodeado por Bartolomé Díaz en 1488, y en 1498 Vasco da Gama, después de haber rodeado aquel cabo, exploró la costa oriental, desembarcando en Sofala y Malindi, y de ahí fue hacia la India. Portugal declaró su soberanía en todo punto en que sus navegantes desembarcaran, pero esta no fue ejercida en el extremo sur del continente.
La costa de Guinea, siendo la más cercana a Europa, fue la primera en ser explotada. Numerosos fuertes europeos y establecimientos comerciales fueron fundados, siendo el primero de ellos São Jorge da Mina (Elmina), establecido en 1482. Las principales mercancías comerciadas fueron esclavos, oro, marfil y especias. El descubrimiento europeo de América (1492) fue seguido por un gran desarrollo del tráfico de esclavos, el cual, antes de la era portuguesa, había sido un tráfico por tierra confinado casi exclusivamente al África musulmana. La naturaleza lucrativa de este tráfico y las grandes cantidades de oro aluvial obtenido por los portugueses atrajeron a otras naciones a la costa de Guinea. Los navegantes ingleses llegaron en 1553, y fueron seguidos por los españoles, holandeses, franceses y daneses, entre otros. La supremacía colonial a lo largo de la costa pasó en el siglo XVII de Portugal a los Países Bajos y de los holandeses en los siglos XVIII y XIX a Francia y el Reino Unido. Toda la costa de Senegal a Lagos fue dotada de fuertes y "fábricas" de las potencias europeas, y este panorama internacional persistió hasta el siglo XX aunque todas las tierras interiores del oeste de África se habían vuelto territorio francés o británico.
Al sur de la desembocadura del Congo en la región de Damaraland (en lo que hoy en día es Namibia), los portugueses, de 1491 en adelante, ganaron influencia sobre los nativos, y a comienzos del siglo XVI a través de sus esfuerzos el cristianismo fue adoptado en gran parte del Reino del Congo. Una incursión de tribus del interior más tarde ese mismo siglo acabó con el poder del Estado semi-cristiano, y la actividad portuguesa fue transferida en buena parte hacia el sur, fundando São Paulo de Loanda (hoy Luanda) en 1576. Antes de la independencia de Angola en 1975, la soberanía de Portugal sobre esta región costera, excepto en la desembocadura del Congo, solamente había sido desafiada por una potencia europea, los holandeses, de 1640 a 1648 cuando Portugal perdió el control de los puertos marítimos.

### El tráfico de personas esclavizadas
El más antiguo tráfico africano de personas esclavizadas externo fue transahariano. Aunque hace mucho ya había ocurrido algo de tráfico a lo largo del Nilo y muy poco a través del desierto occidental, el transporte de grandes cantidades de personas esclavizadas no fue viable hasta que se introdujeron los camellos provenientes de Arabia en el siglo X. En este punto, una red transahariana comercial fue establecida para transportar personas esclavizadas hacia el norte. A diferencia de las Américas, las personas esclavizadas en África del Norte eran principalmente sirvientes en lugar de peones, y un número de mujeres igual o mayor que de hombres fue llevado, mismas que por lo general eran empleadas como camareras de las mujeres de los harenes. Tampoco era poco común convertir a los varones esclavizados en eunucos.
El tráfico de personas esclavizadas a través del Atlántico se desarrolló más adelante, pero terminaría convirtiéndose mucho más grande y tendría un impacto mucho mayor. La penetración en incremento de las Américas por parte de españoles, portugueses, ingleses, franceses y holandeses, entre otros, propició una enorme demanda de mano de obra en Brasil, Guyena, el Caribe y Norteamérica. Los trabajadores eran requeridos para la agricultura, la minería y otras tareas. Para satisfacer esta demanda, se desarrolló un tráfico transatlántico de personas esclavizadas. Estas personas  provenientes  de aquellas regiones de África occidental conocidas por los europeos como Costa del Esclavo, Costa de Oro y Costa de Marfil con frecuencia eran el desafortunado producto de las luchas entre los Estados africanos enemigos. Los poderosos reyes africanos de la bahía de Biafra podían vender sus presos internamente o intercambiarlos con los traficantes de esclavos europeos por bienes como armas de fuego, ron, telas y semillas. Cabe destacar que los traficantes europeos también realizaban sus propias cacerías de esclavos.

### Exploradores europeos delsigloXIX

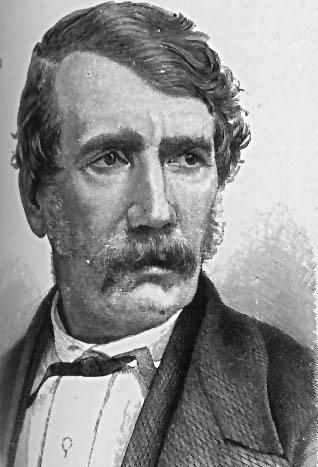
David Livingstone, el primer explorador del interior de África.

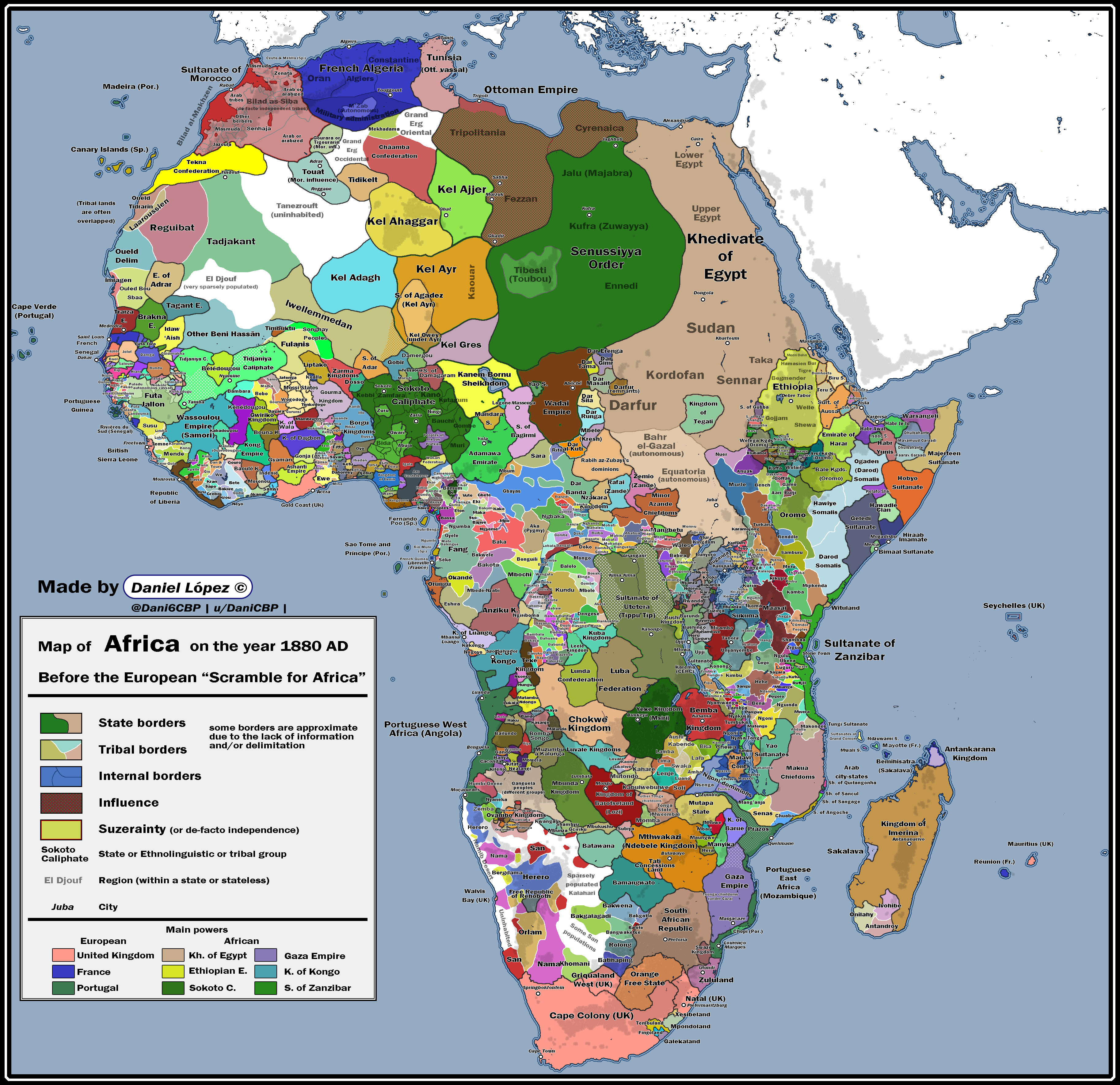
Mapa del continente en 1880, en pleno auge de la exploración del continente y en vísperas de la conquista colonial.

A pesar de que las guerras napoleónicas distrajeron a Europa de la exploración de África, hubo desarrollos significativos. La invasión de Egipto (1798-1803) primero por parte de Francia y luego por Gran Bretaña resultó en un intento de Turquía de recuperar el control directo sobre aquel país, seguido en 1811 por el establecimiento bajo el mando de Mehmet Alí de un Estado casi independiente, y la extensión del dominio egipcio sobre el este de Sudán (de 1820 en adelante). En el sur de África la lucha contra Napoleón llevó al Reino Unido a tomar asentamientos holandeses en El Cabo, y en 1814 la Colonia del Cabo, la cual había sido ocupada continuamente por tropas británicas desde 1806, fue cedida formalmente a la Corona británica.
Para mediados del siglo XIX, las misiones protestantes realizaron actividades misioneras en la costa de Guinea, en Sudáfrica y en los dominios de Zanzíbar. Se llevaban a cabo entre personas a quienes los europeos conocían poco. En muchos casos los misioneros se convertían en exploradores o agentes comerciales y de colonialismo. Uno de los primeros en intentar rellenar los espacios en blanco restantes en el mapa europeo fue David Livingstone, que había Estado involucrado en las labores misioneras desde 1840 al norte del Orange. En 1849, Livingstone cruzó el desierto de Kalahari de sur a norte y llegó al lago Ngami, y entre 1851 y 1856 atravesó el continente de oeste a este, dando a conocer las grandes vías fluviales del alto Zambeze. Durante estas travesías, Livingstone "descubrió", en noviembre de 1855, las famosas Cataratas Victoria, nombradas así en honor de la reina Victoria I del Reino Unido. En África, este salto de agua es llamado Mosi-oa-Tunya ("humo que truena"). Entre 1858 y 1864 el bajo Zambeze, el río Shire y el lago Nyasa fueron explorados por Livingstone. Una meta primordial para los exploradores era localizar el nacimiento del Nilo. Las expediciones de Burton y Speke (1857-1858) y Speke y Grant (1863) lograron localizar el lago Tanganica y el lago Victoria. Más adelante fue demostrado que era del segundo lago del que nacía el Nilo.
Henry Morton Stanley, quien en 1871 había tenido éxito al encontrar y socorrer a Livingstone, se dirigió a Zanzíbar en 1874, y en una de las más memorables de todas las expediciones de exploración en África circunnavegó los lagos Victoria y Tanganica, y, adentrándose más hasta el río Lualaba, siguió su curso río abajo hasta el océano Atlántico —a donde llegó en agosto de 1877— y probó que era el río Congo.
Los exploradores también estuvieron activos en otras partes del continente. El sur de Marruecos, el Sahara y Sudán fueron atravesados en muchas direcciones entre 1860 y 1875 por Friedrich Gerhard Rohlfs, Georg August Schweinfurth y Gustav Nachtigal. Estos viajeros no solo aumentaron considerablemente el conocimiento geográfico, sino que también obtuvieron información invaluable respecto a la gente, los lenguajes y la historia natural de los países que visitaron. Entre los descubrimientos de Schweinfurth hubo uno que confirmó las leyendas griegas acerca de la existencia más allá de Egipto de una "raza pigmea". Pero el primer occidental en descubrir a los pigmeos de África central fue Paul du Chaillu, quien los halló en el distrito de Ogowe de la costa oeste en 1865, cinco años antes que el primer encuentro de Schweinfurth con ellos; du Chaillu hubo previamente, como resultado de sus viajes en la región de Gabón entre 1855 y 1859, hecho popular en Europa el conocimiento de la existencia del gorila, posiblemente el simio gigante visto por Hannón el Navegante, y cuya existencia, hasta mediados del siglo XIX, era concebida como legendaria al igual que la de los pigmeos de Aristóteles.

### Reparto de África e invasión europea

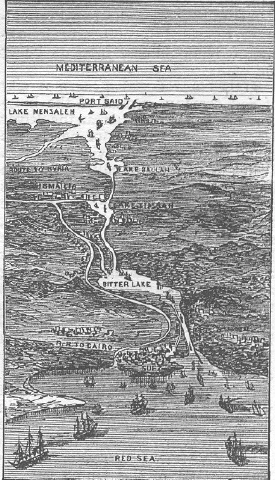
Dibujo del Canal de Suez realizado en 1881. El Canal era una de las grandes ambiciones europeas para ampliar sus mercados a nivel global.

Mapa donde se muestra el reparto de África por las potencias europeas (1913).
Alemania
Bélgica
España
Francia
Italia
Portugal
Reino Unido
Estados independientes

Mientras la exploración de las áreas más remotas e inaccesibles del continente era incipientes, ya se habían producido en otras partes del continente, siendo el más notable la invasión de Argel por parte de Francia en 1830. Esta acción puso fin a los Estados bereberes independientes, un obstáculo mayor para la estrategia francesa en el Mediterráneo. La autoridad egipcia continuó su expansión hacia el sur. La ciudad de Zanzíbar, en la isla homónima, rápidamente cobró importancia. Relatos acerca de un vasto mar interior, y el "descubrimiento" en 1840-1848, por parte de los misioneros Johann Ludwig Krapf y Johannes Rebmann, del monte Kilimanjaro y de Kenia, estimularon en Europa el deseo de mayor conocimiento.
Aun así a finales del siglo XIX, el África subsahariana, era una de las últimas regiones del mundo en gran parte sin afectar por el "imperialismo informal", también resultaba atractiva para las potencias europeas por razones económicas y raciales. Durante una época donde la balanza comercial de Gran Bretaña mostraba un creciente déficit, con los mercados continentales encogiéndose y cada vez más proteccionistas debido a la Gran Depresión entre los años 1873 y 1896, África ofrecía al Reino Unido, Imperio Alemán, Francia y otros países un mercado abierto del que se cosecharía un gran excedente: un mercado que comprara más de la metrópoli de lo que vendía en total. El Reino Unido, al igual que la mayoría de los otros países industriales, había empezado a tener un desfavorable balance de comercio (que era contrarrestado, de todos modos, por el ingreso de las inversiones de sus colonias). Estas razones de fondo condujeron a la conferencia de Berlín donde los principales imperios europeos decidirían el reparto de África y la asignación de áreas de influencia que llevarían al colonialismo europeo de finales del siglo XIX y al sometimiento militar efectivo de millones de africanos.

## Descolonización e Independencia

Países de África agrupados por época de independencia

La descolonización de África se refiere a los procesos independentistas que ocurrieron en el continente posteriormente al término de la Segunda Guerra Mundial. Comenzó con Libia en 1951, a pesar de que Liberia, Sudáfrica, Egipto y Etiopía ya eran independientes. Lo siguieron Sudán y Túnez en 1956, Ghana en 1957 y Guinea en 1958, y con un apogeo en 1960, con el llamado Año de África, donde 17 países africanos declararon la independencia, incluyendo gran parte de África Occidental Francesa. La mayor parte de los demás países se independizaron durante la década de 1960, aunque algunos colonizadores como Portugal, eran reacios a renunciar a la soberanía, lo que resultó en amargas guerras de independencia que se prolongaron durante una década o más. Los últimos países africanos en lograr la independencia formal fueron Angola de Portugal en 1975, Seychelles del Reino Unido en 1976, y Yibuti de Francia en 1977. Debido a que muchas ciudades fueron fundadas, ampliadas y rebautizadas por los europeos, después de la independencia a muchos lugares se les cambió el nombre.
Desde el fin de la Guerra Fría tres Estados realizaron procesos de secesión y lograron su independencia de otras repúblicas africanas. Namibia se independizó de Sudáfrica en 1990, Eritrea de Etiopía en 1993, y Sudán del Sur de la República de Sudán en 2011.

## África poscolonial

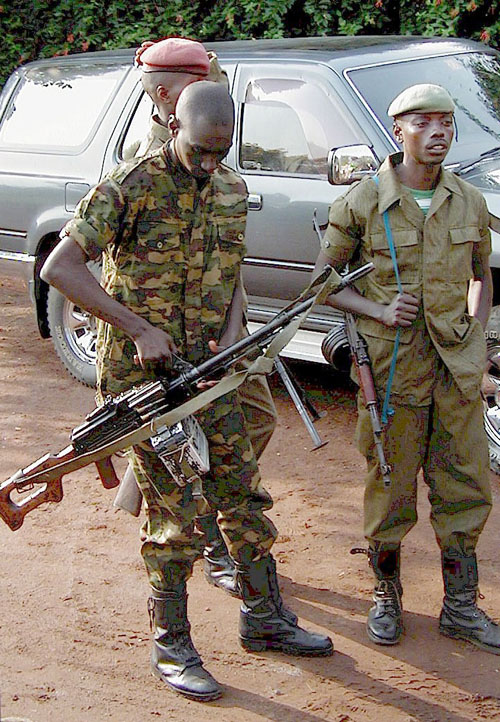
Soldados congoleses de la segunda guerra del Congo.

Hoy en día, África contiene 54 países soberanos, la mayoría de los cuales tienen fronteras que se dibujaron durante la era del colonialismo europeo. Desde el colonialismo, los Estados africanos han sido frecuentemente obstaculizados por la inestabilidad, la corrupción, la violencia y el autoritarismo. La gran mayoría de los Estados africanos son repúblicas que operan bajo alguna forma del sistema presidencial de gobierno. Sin embargo, pocos de ellos han sido capaces de sostener gobiernos democráticos de manera permanente, y muchos en su lugar tenido ciclos a través de una serie de golpes de Estado, produciendo dictaduras militares. Como ejemplos opuestos se puede tomar a Botsuana que desde su independencia en 1966 ha mantenido una fuerte tradición de estables democracias representativas, con consistentes registros de elecciones ininterrumpidas y la percepción de corrupción más baja de África, mientras que por el otro extremo está Somalia, país que sufre de una guerra civil desde 1991, entre varios bandos que han declarado autonomías regionales sin que un gobierno estatal pueda revertirlo. Estas autonomías regionales no son reconocidas internacionalmente, y han generado que Somalia sea considerado un Estado fallido. 
Gran inestabilidad fue principalmente el resultado de la marginación de los grupos étnicos, y el injerto bajo estos líderes. Por razones políticas, muchos dirigentes abrieron conflictos étnicos, algunos de los cuales fueron exacerbados, o incluso creados, por el dominio colonial. En muchos países, el ejército era percibido como el único grupo que podía mantener efectivamente el orden y gobernó a muchas naciones en África durante los años setenta y principios de los ochenta. Durante el período comprendido entre los primeros años de la década de 1960 y finales de los ochenta, África tuvo más de 70 golpes de Estado y 13 asesinatos presidenciales. Las disputas fronterizas y territoriales también eran comunes, con las fronteras impuestas por Europa de muchas naciones siendo ampliamente disputadas a través de conflictos armados.
El conflicto de la Guerra Fría entre los Estados Unidos y la Unión Soviética, así como las políticas del Fondo Monetario Internacional (FMI) también jugaron un papel en la inestabilidad. Cuando un país se independizó por primera vez, se esperaba que se alineara con una de las dos superpotencias. Muchos países del norte de África recibieron ayuda militar soviética, mientras que otros en África central y meridional recibieron el apoyo de Estados Unidos, Francia o ambos. La década de 1970 vio una escalada de los conflictos de la Guerra Fría, ya que la nueva Angola independiente y Mozambique se alinearon con la Unión Soviética, y África Occidental y Sudáfrica trataron de contener la influencia soviética apoyando regímenes amistosos o movimientos insurgentes. En Rhodesia, la guerrilla izquierdista apoyada por los soviéticos y los chinos del Frente Patriótico de Zimbabue llevó a cabo una brutal guerra de guerrillas contra el gobierno blanco del país. Hubo una gran hambruna en Etiopía, cuando cientos de miles de personas murieron de hambre. Algunos afirmaron que las políticas económicas marxistas empeoraron la situación. El conflicto militar más devastador en África independiente moderna ha sido la segunda guerra del Congo; este conflicto y sus secuelas han causado la muerte de unos 5,5 millones de personas. Desde 2003 se ha producido un Conflicto de Darfur que se ha convertido en un desastre humanitario. Otro acontecimiento trágico notable es el genocidio ruandés de 1994 en el cual se calcula que 800 000 personas fueron asesinadas. El sida en el África poscolonial también ha sido una cuestión frecuente.
En el siglo XXI, sin embargo, el número de conflictos armados en África ha disminuido constantemente. Por ejemplo, la guerra civil de Angola llegó a su fin en 2002 después de casi 30 años. Esto ha coincidido con muchos países que abandonan las economías de mando del estilo comunista y se abren a las reformas del mercado. La mejora de la estabilidad y las reformas económicas han llevado a un gran aumento de la inversión extranjera en muchas naciones africanas, principalmente de China, lo que ha impulsado un rápido crecimiento económico en muchos países, paralizando décadas de estancamiento y declive. Varias economías africanas se encuentran entre las de mayor crecimiento mundial a partir de 2016. Una parte significativa de este crecimiento, que a veces se denomina Africa Rising, también puede atribuirse a la difusión facilitada de las tecnologías de la información y específicamente el teléfono móvil.
Por otra parte, el surgimiento de la Primavera Árabe y los conflictos asociados, sumado a la insurgencia del Estado Islámico y movimientos que lo apoyan tales como el Boko Haram en Nigeria, han generados nuevos brotes de violencia en el norte y occidente de África durante la década de 2010.

### Conflictos armados modernos

#### Norte de África
- Guerra de Ifni (1957 - 1958)
- Guerra de las Arenas (1963)
- Guerra del Sahara Occidental (1975 - 1991)
- Guerra libio-egipcia (1977)
- Guerras en Chad
  - Guerra civil chadiana (1965 - 1979)
  - Guerra civil chadiana (1979 - 1982)
  - Guerra civil chadiana (2005 - 2010)
  - Insurgencia en el norte de Chad (2016 - actualidad)
- Conflicto entre Chad y Libia (1978 - 1987)
- Guerra civil argelina (1991 - 2002)
- Insurgencia en el Magreb (2002 - actualidad)
- Revolución tunecina (2010 - 2011)
- Guerras de Sudán y Sursudán
  - Primera guerra civil sudanesa (1955 - 1972)
  - Segunda guerra civil sudanesa (1983 - 2005)
  - Insurgencia del Ejército de Resistencia del Señor (1987 - actualidad)
  - Conflicto de Darfur (2003 actualidad)
  - Conflictos tribales sudaneses (2009 - actualidad)
  - Guerra civil sursudanesa (2013 - 2020)
- Guerras de Libia
  - Guerra de Libia de 2011
  - Violencia miliciana en Libia (2011-2014)
  - Segunda guerra civil libia

#### Cuerno de África
- Guerra civil eritrea (1972 - 1981)
- Guerra civil etíope (1974 - 1991)
- Guerra de Ogaden (1977 - 1978)
- Revolución somalí (1986-1992)
- Guerra civil de Yibuti (1991 - 1994)
- Guerra civil somalí (1991 - actualidad)
- Crisis de las Islas de Hanish (1995)
- Guerra entre Etiopía y Eritrea (1998 - 2000)
- Conflicto fronterizo entre Yibuti y Eritrea (2008)

#### Grandes Lagos
- Guerra Civil Ruandesa (y Genocidio de Ruanda) (1990 - 1994)
- Guerra Civil de Burundi (1993 - 2006)
- Crisis de Burundi de 2015
- Guerra Uganda-Tanzania (1978 - 1979)
- Guerra civil ugandesa (1981 - 1986)
- Guerra de Shifta (1963 - 1967)
- Crisis en Kenia (2007-2008)

#### África Occidental
- Guerra de la Franja de Agacher (1974 - 1985)
- Insurgencia islamista en Nigeria (2002 - presente)
- Primera guerra civil de Costa de Marfil (2002 - 2007)
- Segunda guerra civil de Costa de Marfil (2010 - 2011)
- Conflicto de Casamanza (2005 - 2014)
- Guerra civil de Guinea-Bisáu (1998 - 1999)
- Primera guerra civil liberiana (1988 - 1996)
- Segunda guerra civil liberiana (1999 - 2003)
- Rebelión tuareg (1990-1996)
- Rebelión tuareg (2007-2009)
- Rebelión tuareg de 2012
- Conflicto en el norte de Malí (2012-2013)
- Guerra civil de Nigeria (1967 - 1970)
- Conflicto del Delta del Níger (1992 - presente)
- Guerra civil de Sierra Leona (1991 - 2002)

#### África Central
- Primera guerra civil centroafricana (2004-2007)
- Segunda guerra civil centroafricana (2012-2014)
- Conflictos en el Congo
  - Crisis del Congo (1960 - 1966)
  - Rebelión de Simba (1964)
  - Primera guerra de Shaba (1977)
  - Segunda guerra de Shaba (1978)
  - Insurgencia de las Fuerzas Democráticas Aliadas (1995 - actualidad)
  - Primera guerra del Congo (1996 - 1997)
  - Guerra civil de la República del Congo (1997 - 1999)
  - Segunda guerra del Congo (1998 - 2003)
    - Genocidio congoleño

  - Conflicto de Ituri (1999 - 2003)
  - Guerra de Kivu (2004 - 2009)
  - Conflicto del este del Congo de 2012-2013

#### África del Sur
- Matanza de Sharpeville (1960)
- Guerra civil de Rodesia (1964 - 1979)
- Guerra de la frontera de Sudáfrica (1966 - 1988)
- Disturbios de Soweto (1976)
- Guerra civil angoleña (1975 - 2002)
- Guerra Civil Mozambiqueña (1977 - 1992)
- Operación Boleas (1998)

#### África Insular
- Invasión a Anjouan de 2008